# Jamie Dornan
James „Jamie“ Dornan (* 1. května 1982 Holywood, hrabství Down, Severní Irsko) je britský herec, model a muzikant. Světově známým se stal díky roli Christiana Greye ve filmové adaptaci erotického románu Padesát odstínů šedi z roku 2015 a dalších dvou filmových pokračování, Padesát odstínů temnoty (2017) a Padesát odstínů svobody (2018).

## Život
Narodil se 1. května 1982 v severoirském hrabství Down, na předměstí Belfastu, jako nejmladší ze tří dětí. Jeho otec, James C. Dornan, je gynekolog a porodník. Matka Lorna zemřela na rakovinu slinivky, když bylo Jamiemu 16 let. Má dvě starší sestry – Liesu a Jessicu. Navštěvoval Methodist College v Belfastu, kde hrál ragby a byl členem dramatického oddělení. Poté navštěvoval Teesside University, ale školu opustil a přestěhoval se do Londýna, kde se věnoval modelingu a následně začal pracovat na své herecké kariéře.

## Kariéra
Jako model pracoval pro značky Calvin Klein, Dior, Asquascutum a Armani. Deníkem The New York Times byl nazván „Zlaté Torzo“.
Jeho herecká kariéra započala v roce 2006, kdy se objevil jako Axel von Fersen ve filmu Marie Antoinetta od Sofie Coppoli. O dva roky později si zahrál roli Eda v hororu Beyond the Rave. Následující rok se objevil v dramatickém filmu Shadows in the Sun. 
V roce 2011 hrál v osmi epizodách seriálu stanice ABC Bylo, nebylo roli Šerifa Grahama. Jeho postava byla zabita v epizodě „The Heart Is a Lonely Hunter“ a poté se vrátila ve flashbacku v epizodě „A Land Without Magic“.
Zlom v Jamieho herecké kariéře přišel v roce 2013, kdy získal roli v irském dramatickém seriálu The Fall, ve kterém ztvárnil Paula Spectora, sériového vraha z Belfastu. V seriálu si zahrál spolu s Gillian Andersonovou, která představovala vrchní vyšetřovatelku Stellu Gibson. I když měla první řada seriálu pouze 5 epizod, způsobila naprostou senzaci. Díky velké sledovanosti a také chvále ze strany kritiků byla ještě v témže roce natočena druhá série o šesti epizodách, která se začala vysílat v listopadu 2014. Třetí a poslední série byla odvysílána v září 2016. Před začátkem natáčení této série si stihl Jamie v roce 2014 zahrát Colina ve filmu Flying Home.
Po odchodu Charlieho Hunnama byl 23. října 2013 obsazen jako Christian Grey v nadcházejícím erotickém thrilleru Padesát odstínů šedi, jenž je adaptací stejnojmenného bestselleru E. L. James. Premiéra filmu byl původně naplánována na 1. srpna 2014, ale následně bylo datum přesunuto blíže ke dni svatého Valentýna, na 13. února 2015. Kritiky byl film zcela zamítnut, ovšem diváky velmi vřele přijat. V listopadu 2014 byl časopisem People vyhlášen třetím nejvíce sexy žijícím mužem.
V srpnu 2014 bylo oznámeno, že si zahraje doktora Allana Pascala v nadcházejícím filmu Devátý život Louise Draxe, natočeného podle stejnojmenné knihy od Liz Jensen. Zde si zahrál spolu s Aaronem Paulem a Sarah Gadon. Film měl premiéru 2. září 2016.
V únoru 2015 Jamie potvrdil, že si zopakuje roli Christiana Greye v pokračováních Padesáti odstínů šedi – Padesát odstínů temnoty (2017) a Padesát odstínů svobody (2018).
V britsko-českém koprodukčním snímku Anthropoid z roku 2016, zachycujícím atentát na říšského protektora Heydricha, ztvárnil Jana Kubiše. Film se celý natáčel v Praze a spolu s ním se v něm, mimo řady předních českých herců, objevil i irský herec Cillian Murphy jako Josef Gabčík. Tentýž rok ztvárnil roli Pata Quinlana v historickém dramatu The Siege of Jadotville, jenž zachycuje osudy irských vojáků v Africe.
10. února 2017 mělo premiéru velmi očekávané pokračování série Fifty Shades Padesát odstínů temnoty. Stejně jako předchozí film této série se setkal s diváckým úspěchem. O další rok později, 9. února 2018, měl premiéru poslední snímek trilogie, Padesát odstínů svobody. Dohromady vydělaly tyto komerčně úspěšné snímky na tržbách přes 1,32 miliardy dolarů.
V současné době[kdy?] natáčí další historický film Robin Hood: Origins.

## Osobní život
Jamieho blízcí kamarádi jsou herci Eddie Redmayne a Andrew Garfield. S Eddiem byli jednu dobu spolubydlící a společně si také hledali práci jako herci.[zdroj⁠?!]
Mezi lety 2003–2005 chodil s herečkou Keirou Knightley. V roce 2013 se oženil s anglickou herečkou a zpěvačkou Amelií Warner. Na konci listopadu 2013 se jim narodila dcera Dulcie, v únoru 2016 druhá dcera Elva, a v březnu 2019 třetí dcera Alberta.
Je fanouškem fotbalového klubu Manchester United.[zdroj⁠?!]

## Filmografie

### Film
| Rok  | Název                              | Role             | Poznámky            |
| ---- | ---------------------------------- | ---------------- | ------------------- |
| 2006 | Marie Antoinette                   | Axel von Fersen  |                     |
| 2008 | Beyond the Rave                    | Ed               |                     |
| 2009 | Shadows in the Sun                 | Joe              |                     |
| 2009 | X Returns                          | X                | krátkometrážní film |
| 2009 | Nice to Meet You                   | The Young Man    | krátkometrážní film |
| 2014 | Flying Home                        | Colin            |                     |
| 2015 | Padesát odstínů šedi               | Christian Grey   |                     |
| 2015 | Dokonalý šéf                       | Leon Sweeney     | vymazaná scéna      |
| 2016 | Anthropoid                         | Jan Kubiš        |                     |
| 2016 | Devátý život Louise Draxe          | Dr. Allan Pascal |                     |
| 2016 | The Siege of Jadotville            | Pat Quinlan      |                     |
| 2017 | Padesát odstínů temnoty            | Christian Grey   |                     |
| 2018 | Untogether                         | Nick             |                     |
| 2018 | Padesát odstínů svobody            | Christian Grey   |                     |
| 2018 | Robin Hood                         | Will Scarlet     |                     |
| 2019 | Synchronic                         | Denis            |                     |
| 2019 | Konce a začátky                    | Jack             |                     |
| 2020 | Trollové: Světové turné            | Chaz (hlas)      |                     |
| 2020 | Romance po irsku                   | Anthony Reilly   |                     |
| 2021 | Barb a Star jedou do Vista del Mar | Edgar            |                     |
| 2021 | Belfast                            | Pa               |                     |

### Televize
| Rok     | Název                  | Role                       | Poznámky           |
| ------- | ---------------------- | -------------------------- | ------------------ |
| 2011–13 | Bylo, nebylo           | Lovec/Šerif Graham Humbert | 9 dílů             |
| 2013–16 | The Fall               | Paul Spector               | 17 dílů            |
| 2014    | Nové světy             | Abe Goffe                  | 4 díly             |
| 2018    | Má večeře s Hervém     | Danny Tate                 | TV film            |
| 2018    | Death and Nightingales | Liam Ward                  | mini-série, 3 díly |
| 2022    | The Tourist            | Muž                        | mini-série, 6 dílů |

## Diskografie

### Singly
- „Fairytale“ (2005)
- „My Burning Sun“ (2006)
- „Maybe I'm Amazed“ (2018)

## Ocenění a nominace
| Rok  | Ocenění                          | Kategorie                                          | Práce                   | Výsledek  |
| ---- | -------------------------------- | -------------------------------------------------- | ----------------------- | --------- |
| 2014 | Broadcasting Press Guild Awards  | Objev roku                                         | The Fall                | vítězství |
| 2014 | Televizní cena Britské akademie  | Nejlepší herec                                     | The Fall                | nominace  |
| 2014 | Irish Film and Television Awards | Nejlepší herec v hlavní roli – televize            | The Fall                | vítězství |
| 2014 | Irish Film and Television Awards | Stoupající hvězda                                  | The Fall                | vítězství |
| 2015 | Irish Film and Television Awards | Nejlepší herec v hlavní roli – drama               | The Fall                | nominace  |
| 2015 | Broadcasting Press Guild Awards  | Nejlepší herec                                     | The Fall                | nominace  |
| 2015 | C21 International Drama Awards   | Nejlepší herec                                     | The Fall                | nominace  |
| 2016 | National Television Awards       | Nejlepší dramatické vystoupení                     | The Fall                | nominace  |
| 2016 | Zlatá malina                     | Nejhorší herec                                     | Padesát odstínů šedi    | vítězství |
| 2016 | Zlatá malina                     | Nejhorší dvojice na plátně (s Dakotou Johnsonovou) | Padesát odstínů šedi    | vítězství |
| 2016 | British Independent Film Awards  | Nejlepší herec ve vedlejší roli                    | Anthropoid              | nominace  |
| 2016 | Český lev                        | Nejlepší herec ve vedlejší roli                    | Anthropoid              | nominace  |
| 2016 | National Television Awards       | Nejlepší dramatické vystoupení                     | The Fall                | nominace  |
| 2017 | Irish Film and Television Awards | Nejlepší herec                                     | The Siege of Jadotville | nominace  |
| 2017 | National Television Awards       | Nejlepší dramatické vystoupení                     | The Fall                | nominace  |
| 2018 | People's Choice Awards           | Nejlepší filmová hvězda (drama)                    | Padesát odstínů svobody | vítězství |
| 2018 | Zlatá malina                     | Nejhorší herec v hlavní roli                       | Padesát odstínů svobody | nominace  |
| 2018 | Zlatá malina                     | Nejhorší dvojice                                   | Padesát odstínů svobody | nominace  |